# Gilmaniella macrospora
Gilmaniella macrospora är en svampart som beskrevs av Moustafa 1975. Gilmaniella macrospora ingår i släktet Gilmaniella, divisionen sporsäcksvampar och riket svampar.   Inga underarter finns listade i Catalogue of Life.